# Кобозев, Сергей Викторович
Сергей Викторович Кобозев; 20 июля 1964, Кострома, Россия — 8 ноября 1995, Ливингстон, Нью-Джерси, США) — советский и российский боксёр-профессионал, выступавший в 1-й тяжёлой весовой категории.

## 1990—1993
Дебютировал в марте 1990 года.

## 1993-08-12Джон Руис —Сергей Кобозев
- Место проведения:  Касино Мэджик, Бэй Сент-Луис, Миссисипи, США
- Результат: победа Кобозева раздельным решением в 10-раундовом бою
- Статус: рейтинговый бой
- Рефери: Фред Стайнвайндер
- Счет судей: 97-95 Руис, 94-96 Кобозев, 94-98 Кобозев
- Вес: Руис 88,68 кг; Кобозев 88,68 кг
- Трансляция: ESPN

В августе 1993 года состоялся бой двух непобеждённых боксёров — Сергея Кобозева и Джона Руиса. Бой был равным, но русский был агрессивнее. Раздельным решением судей победителем был объявлен Кобозев.

## 1994—1995
В октябре 1995 года Кобозев вышел на ринг против чемпиона мира в 1-м тяжёлом весе по версии WBC Марсело Фабиана Домингеса. Раздельным решением судей победил чемпион.

## Убийство
Сергей Кобозев подрабатывал вышибалой в русском ресторане в Нью-Йорке. В ноябре 1995 года один из посетителей — Александр Носов, представитель местной мафии — начал приставать к музыканту. Кобозев оттащил «братка» от музыканта. Несколько дней спустя «братва» из 3-х человек — Александра Носова, Натана Гозмана и Василия Ермихина — заехала в автомастерскую, где обычно чинил свой автомобиль Кобозев, с целью отомстить ему. Они не смогли с ним справиться. Тогда Носов выстрелил в боксёра, ранив его. Они затолкали его в машину и отвезли домой к одному из нападавших. Там Ермихин сломал шею Кобозеву. Тело закопали в саду дома. ФБР обнаружило останки только 4 года спустя. Впоследствии Ермихин получил пожизненный срок за убийство Кобозева.